# Campionati mondiali di nuoto in vasca corta 2018 - 800 metri stile libero femminili
La gara degli 800 metri stile libero femminili dei Mondiali di nuoto in vasca corta 2018 si è svolta il 12 e 13 dicembre 2018. Al mattino del 12 dicembre si sono svolte le batterie, mentre la finale si è disputata nella serata del 13 dicembre. 

## Podio
| Pos. | Atleta            | Nazione     |
| ---- | ----------------- | ----------- |
|      | Wang Jianjiahe    | Cina        |
|      | Simona Quadarella | Italia      |
|      | Leah Smith        | Stati Uniti |

## Record
Prima della manifestazione il record del mondo (RM) e il record dei Campionati mondiali (RC) erano i seguenti.
|  | 7'59"34 | Mireia Belmonte | 10 agosto 2013 Berlino |
|  | 8'03"41 | Mireia Belmonte | 4 dicembre 2014 Doha   |

Durante la competizione non sono stati migliorati record.

## Risultati

### Batterie
| Pos. | Batteria | Corsia | Atleta                 | Nazionalità    | Tempo       | Note        |
| ---- | -------- | ------ | ---------------------- | -------------- | ----------- | ----------- |
| 1    | 4        | 4      | Wang Jianjiahe         | Cina           | 8'07"59     | Q           |
| 2    | 3        | 6      | Leah Smith             | Stati Uniti    | 8'12"28     | Q           |
| 3    | 3        | 4      | Sarah Köhler           | Germania       | 8'15"15     | Q           |
| 4    | 4        | 2      | Simona Quadarella      | Italia         | 8'16"68     | Q           |
| 5    | 3        | 5      | Li Bingjie             | Cina           | 8'16"75     | Q           |
| 6    | 3        | 3      | Anna Egorova           | Russia         | 8'19"45     | Q           |
| 7    | 4        | 1      | Hayley Anderson        | Stati Uniti    | 8'19"52     | Q           |
| 8    | 3        | 2      | Mayuko Goto            | Giappone       | 8'19"93     | Q           |
| 9    | 4        | 7      | Yukimi Moriyama        | Giappone       | 8'22"23     |             |
| 10   | 3        | 7      | Jimena Pérez           | Spagna         | 8'24"65     |             |
| 11   | 3        | 8      | Katja Fain             | Slovenia       | 8'25"89     |             |
| 12   | 2        | 5      | Tamila Holub           | Portogallo     | 8'29"58     |             |
| 13   | 4        | 8      | Diana Durães           | Portogallo     | 8'30"12     |             |
| 14   | 3        | 1      | Marlene Kahler         | Austria        | 8'31"49     |             |
| 15   | 4        | 0      | Caitlin Deans          | Nuova Zelanda  | 8'35"26     |             |
| 16   | 2        | 4      | Beril Böcekler         | Turchia        | 8'36"33     |             |
| 17   | 3        | 0      | Ho Nam Wai             | Hong Kong      | 8'39"55     |             |
| 18   | 3        | 9      | Hayley McIntosh        | Nuova Zelanda  | 8'40"35     |             |
| 19   | 4        | 9      | Hanna Eriksson         | Svezia         | 8'43"36     |             |
| 20   | 2        | 2      | Souad Cherouati        | Algeria        | 8'44"73     |             |
| 21   | 2        | 6      | Delfina Dini           | Argentina      | 8'44"81     |             |
| 22   | 2        | 3      | María Bramont-Arias    | Perù           | 8'49"41     |             |
| 23   | 2        | 1      | Chen Szu-an            | Taipei cinese  | 8'54"36     |             |
| 24   | 2        | 7      | Laura Benková          | Slovacchia     | 8'54"71     |             |
| 25   | 2        | 9      | Kristina Miletić       | Croazia        | 8'55"97     |             |
| 26   | 2        | 0      | Rosalee Mira Santa Ana | Filippine      | 9'01"90     |             |
| 27   | 1        | 3      | Therese Soukup         | Seychelles     | 9'22"68     |             |
| 28   | 1        | 4      | Tiana Rabarijaona      | Madagascar     | 9'44"98     |             |
| 29   | 1        | 5      | Sonja Kapedani         | Albania        | 10'04"17    |             |
| DNS  | 2        | 8      | Talita Te Flan         | Costa d'Avorio | Non partita | Non partita |
| DNS  | 4        | 3      | Ariarne Titmus         | Australia      | Non partita | Non partita |
| DNS  | 4        | 5      | Boglárka Kapás         | Ungheria       | Non partita | Non partita |
| DNS  | 4        | 6      | Maddy Gough            | Australia      | Non partita | Non partita |

### Finale
| Pos. | Corsia | Atleta            | Nazionalità | Tempo   | Note |
| ---- | ------ | ----------------- | ----------- | ------- | ---- |
|      | 4      | Wang Jianjiahe    | Cina        | 8'04"35 |      |
|      | 6      | Simona Quadarella | Italia      | 8'08"03 |      |
|      | 5      | Leah Smith        | Stati Uniti | 8'08"75 |      |
| 4    | 2      | Li Bingjie        | Cina        | 8'09"81 |      |
| 5    | 3      | Sarah Köhler      | Germania    | 8'10"54 |      |
| 6    | 7      | Anna Egorova      | Russia      | 8'12"65 |      |
| 7    | 1      | Hayley Anderson   | Stati Uniti | 8'18"70 |      |
| 8    | 8      | Mayuko Goto       | Giappone    | 8'22"10 |      |